# Hyposada ruptifascia
Hyposada ruptifascia là một loài bướm đêm trong họ Erebidae.